# Klaas Bense
Pour les articles homonymes, voir Bense.
 (novembre 2018).
Klaas Bense, né aux Pays-Bas, est un réalisateur et scénariste néerlandais.

## Filmographie

### Réalisateur
- 2008 : Diary of a Times Square Thief[2]
- 2011 : One Fine Day[3]
- 2018 : Morisot - Moed, storm en liefde[4]

### Scénariste
- 2016 : The Whisperers de David Kinsella[5]
- 2016 : The Wall de David Kinsella[6]
- 2017 : La Gran Promesa de Jorge Ramírez-Suárez[7]